# Germanes Salesianes del Sagrat Cor de Jesús
Les Germanes Salesianes del Sagrat Cor de Jesús són una congregació religiosa femenina, institut religiós de dret pontifici. Les membres de l'institut posposen al seu nom les sigles S.S.C.J.

## Història
La congregació fou fundada a Alcantarilla el 8 de setembre de 1890 per Tomasa Ortiz Real (1842-1916) i fou aprovada per Tomás Bryan y Livermore, bisbe de Cartagena-Múrcia el 19 de desembre de 1895.

### Precedents
El març de 1884, la fundadora, que havia estat novícia amb les Carmelites de la Caritat a Barcelona, marxa amb tres companyes cap a Múrcia, que havia patit unes greus inundacions, amb la intenció de fundar-hi una congregació dedicada, com les germanes de Vic, a l'atenció a necessitats i malalts. El bisbe de Cartagena els donà la seva autorització i a Puebla de Soto, molt a prop d'Alcantarilla, funda la primera comunitat de Terciàries de la Mare de Déu del Carme per a l'educació de nenes i assistència a malalts. Poc després de les inundacions hi arribà el còlera, i la fundadora obrí un hospital on atendre els infectats, anomenat "La Providencia". L'exemple donat va atreure altres joves que volien seguir l'estil de vida de les terciàries; s'amplià la comunitat i se'n fundà una segona casa en 1886 a Caudete (Albacete).
En 1887 la comunitat d'Alcantarilla canvià de residència; mentrestant, però, aparegueren diferències entre les dues comunitats, promogudes des de la diòcesi d'Oriola, on hi havia Caudete, i finalment la comunitat de Caudete se'n separà i va formar una nova congregació a partir de la seva, la de les Germanes de la Mare de Déu del Mont Carmel, autoritzada pel bisbe d'Oriola i amb el suport dels carmelites descalços de Caudete; l'agost de 1890, les novícies d'Alcantarilla passen a Cabdet, deixant sola la fundadora amb la germana Alfonsa.

### Nova fundació
Pietat de la Creu, molt afectada, fa un temps de retir al convent de les Salesas Reales d'Oriola, per consell del bisbe de Cartagena, Tomás Bryan y Livermore, i decideix de continuar la seva tasca amb una nova fundació. Canvia el carisma de l'institut i segueix el model de Sant Francesc de Sales, que serà el patró de la nova Congregació de Salesianes del Sagrat Cor de Jesús, fundada el 8 de setembre de 1890, dedicada a l'ensenyament i atenció a nenes orfes, joves obreres, malalts i desemparats.
La nova congregació salesiana arribarà a tenir, sota la direcció de la fundadora, 25 cases a les províncies de: Albacete, Alacant, Burgos, Madrid, València i Múrcia.
L'institut va rebre el decretum laudis el 25 de gener de 1935 i l'aprovació definitiva, juntament amb la de les constitucions, el 12 de juny de 1953.

## Activitat i difusió
Les Salesianes del Sagrat Cor es dediquen a l'ensenyament i l'assistència en hospitals, guarderies, col·legis i residències d'ancians, preferentment a necessitats.
Són presents a Espanya, Argentina, Bolívia, Xile i Paraguai, amb la seu general a Alcantarilla (Múrcia). En 2006 tenia 28 cases i 174 religioses.